# Democrazia Proletaria
Democrazia Proletaria (DP, „Proletarische Demokratie“) war eine linkssozialistische Partei in Italien, entstanden 1977 aus dem Zusammenschluss verschiedener Gruppen der revolutionären Neuen Linken (u. a. Avanguardia Operaia und Lotta Continua). Die DP verstand sich als eine Partei mit kommunistischen Zielsetzungen, die sich auf einen undogmatischen Marxismus stützte und Maoisten, Trotzkisten, Feministinnen und Öko-Sozialisten als Sammelbecken diente. Sie zog vor allem Intellektuelle und Alternativbewegungen an und präsentierte sich im damaligen italienischen Parteienspektrum als linke Alternative zur großen kommunistischen PCI, indem sie sich sowohl von deren reformistischer Tendenz als auch von den sich positiv auf den „realen Sozialismus“ der Sowjetunion beziehenden Traditionsströmungen abgrenzte. Die Mitgliederzahl erreichte in den 1980er Jahren etwa 15.000. Der DP stand die Theoriezeitschrift Marx centouno nahe.
Bei den Parlamentswahlen 1976, 1983 und 1987 erzielte die DP jeweils Ergebnisse um 1,5 Prozent und zog – da es keine Sperrklausel gab – mit 6–8 Deputierten ins Abgeordnetenhaus ein. 1979 trat sie nicht zur italienischen Parlamentswahl, aber zur ersten direkten Europawahl an und erhielt einen Sitz im Europäischen Parlament. Diesen konnte sie auch 1984 und 1989 verteidigen. Dort schloss sich der Europaparlamentarier Mario Capanna zunächst der Technischen Fraktion der Unabhängigen an. 1984–89 gehörten die Europaabgeordneten der DP der Regenbogenfraktion von Grünen und Regionalparteien an, ab 1989 dann der ersten Grünen-Fraktion.
Mitte der 1980er Jahre kam es in der DP zu Divergenzen zwischen dem marxistisch-sozialistischen Flügel und einer stärker grün-ökologisch orientierten Tendenz, deren Mitglieder (darunter der ehemalige DP-Generalsekretär Capanna) sich 1989 den Verdi Arcobaleno („Regenbogen-Grünen“) und später der Federazione dei Verdi anschlossen.
1991 beteiligte die verbliebene DP sich gemeinsam mit den linken Oppositionsströmungen der soeben aufgelösten PCI an den Diskussionen des Movimento per la rifondazione comunista (Bewegung für die kommunistische Neugründung). Ende 1991 schloss sich der größte Teil der DP der vorwiegend aus den linken PCI-Strömungen hervorgegangenen Neugründung Partito della Rifondazione Comunista (PRC) an. Eigenständig existiert unter dem Namen DP heute nur noch eine sehr kleine Restgruppe. Zu den in der PRC einflussreichen ehemaligen DP-Mitgliedern gehören Paolo Ferrero (für Ökonomie verantwortliches Mitglied des Sekretariats der PRC), Luigi Vinci (bis 2004 Abgeordneter des Europäischen Parlaments) sowie die Philosophen Domenico Jervolino und Giovanni Russo Spena.
Eine kleine Minderheitsströmung der ehemaligen DP spaltete sich 1997 von der PRC ab und gründete das Movimento per la confederazione dei comunisti, das einen expliziten Antiamerikanismus und der Unterstützung nationaler Befreiungskämpfe vertritt und in scharfem Gegensatz zur PRC steht.